# José Ricardo dos Santos Oliveira
José Ricardo dos Santos Oliveira, conhecido como Ricardinho (João Pessoa, 19 de setembro de 1984) é um futebolista brasileiro. Atua como atacante, atualmente joga pelo Santa Cruz.

## Carreira
Ricardinho começou sua carreira na categoria profissional muito cedo, com apenas dezesseis anos, atuando pelo Santa Cruz. Na temporada 2002, foi emprestado ao Kashiwa Reysol, do Japão. No ano seguinte voltou ao time [paraibano]. Suas boas atuações chamaram a atenção do Palmeiras, que em 2004 o contratou. Durante este ano, o jogador ficou na equipe paulista.
Em 2005, Ricardinho foi emprestado ao Grêmio, que disputava a Série B. Ele foi jogador titular e importante da equipe. na renovação do contrato para a sua permanência no Olímpico Monumental, houve um empecilho financeiro e o jogador voltou ao Palmeiras. Entretanto, em 2006, ele retornou ao Tricolor. Nesta segunda passagem, já na Série A, ele não foi muito utilizado.
Isto fez com que em 2007, Ricardinho se transferisse para o Jeju United FC. Permaneceu no time sul-coreano até 2008, quando voltou  ao Brasil, para defender o Figueirense. Encostado no clube catarinense pelo técnico Roberto Fernandes, o jogador foi emprestado ao Botafogo em agosto até o término da temporada 2009.
Em julho de 2011 foi anunciado oficialmente como reforço do Middlesbrough Football Club para a disputa do Campeonato Inglês.

## Títulos
Palmeiras
- Taça 125 Anos do Corpo de Bombeiro: 2005

Grêmio
- Campeonato Brasileiro de Futebol de 2005 - Série B
- Campeonato Gaúcho: 2006